# John Stein (Gitarrist)
John Stein (* 19. Juni 1949 in Kansas City, Missouri) ist ein amerikanischer Jazzmusiker (Gitarre, auch Kontrabass, Komposition).

## Leben uns Wirken
Stein, der in Kansas City aufwuchs, erhielt Gitarrenunterricht, seit er sieben Jahre alt war. Als Jugendlicher wendete er sich dem Jazz zu. 1967 besuchte er das Beloit College, brach aber die Ausbildung ab und zog nach Vermont. Er arbeitete in lokalen Clubs und spielte zunächst Rockmusik. Als er dreißig war, besuchte er das Berklee College of Music, wo er nach seinem Abschluss als Associate Professor in Harmonielehre blieb. Er erhielt einen Masterabschluss in Harvard. Sein erstes Album, Hustle Up!, wurde 1995 veröffentlicht. 2005 tourte er mit David Fathead Newman.
Für einige Jahre schrieb Stein für Just Jazz Guitar Magazin eine Kolumne über das Arrangieren und Komponieren. Dann veröffentlichte er die Lehrbücher Berklee Jazz Standards for Solo Guitar, Composing Tunes for Jazz Performance und Composing Blues for Jazz Performance.
Stein hat mit Bill Pierce, Ron Gill, John LaPorta, John Lockwood und Zé Eduardo Nazário gearbeitet. Weiterhin trat er mit Lou Donaldson, Dr. Lonnie Smith,  Larry Goldings, Johnny Vidacovich und Idris Muhammad auf. Er tourte durch Frankreich, Deutschland, die Schweiz, Brasilien und die USA.

## Diskographische Hinweise
- Green Street (Challenge, 1999)
- Conversation Pieces (Jardis, 2000)
- Portraits and Landscapes (Jardis, 2000)
- Concerto Internacional de Jazz (Whaling City Sound, 2006)
- Encounterpoint (Whaling City Sound, 2008)
- Color Tones (Whaling City Sound, 2017)
- Lifeline (Whaling City Sound, 2022)